# Lay-Saint-Remy
 Lay-Saint-Remy  là một xã của tỉnh Meurthe-et-Moselle, thuộc vùng Grand Est, đông bắc nước Pháp. Xã này nằm ở khu vực có độ cao trung bình 253 mét trên mực nước biển.